# Cantón de Goicoechea
Cantón de Goicoechea är en kanton i Costa Rica.   Den ligger i provinsen San José, i den centrala delen av landet. Huvudstaden San José ligger i Cantón de Goicoechea. Antalet invånare är 115 084. Arean är 32 kvadratkilometer.
Terrängen i Cantón de Goicoechea är lite kuperad.
Följande samhällen finns i Cantón de Goicoechea:
- Guadalupe